# 梅克倫堡-施威林的路德維希
梅克倫堡-施威林的路德維希（德語：Ludwig von Mecklenburg-Schwerin，1725年8月6日—1778年9月12日），梅克倫堡-施威林公爵克里斯蒂安·路德維希二世的次子，腓特烈二世的弟弟。

## 家庭
1755年，路德維希與薩克森-科堡-薩爾費爾德公爵法蘭茲·約西亞斯的女兒夏洛特·索菲結婚，兩人共有1子1女：
1. 腓特烈·法蘭茲（1756年—1837年），1815年成為梅克倫堡-施威林大公
2. 索菲·弗蕾德里克（1758年—1794年），丹麥國王克里斯蒂安八世的母親